# Ermita de San Saturio (Soria)
La ermita de San Saturio está situada en la ciudad española de Soria, en la provincia homónima, comunidad autónoma de Castilla y León. Es considerado popularmente, en su enclave paisajístico, uno de los parajes más bellos que posee la ciudad. Una maqueta a escala de este edificio se encuentra en el Parque temático Mudéjar de Olmedo. Desde la construcción de la ermita, el común de los habitantes de Soria, y después su Ayuntamiento, se han hecho cargo del mantenimiento del edificio, como atestigua el hecho de que el santero, persona encargada de cuidar de la ermita y sus reliquias, y que da título a la novela homónima de Juan Antonio Gaya Nuño, era un empleado municipal.
Desde el 29 de julio de 2021 es declarada Bien de Interés Cultural.

## Historia
Se cree que los templarios de San Polo monopolizaban el acceso a la cueva de Peñalba sobre la que se construyó la ermita de San Miguel de la Peña, construida probablemente en el siglo XVII; en la tradición se dice que allí vivió el anacoreta visigodo San Saturio, santo patrono de la ciudad de Soria, bajo cuya advocación se encuentra el templo desde el siglo XVI y que, curiosamente, repite la estructura octogonal arquetípica del Temple. La reedificación se llevó a cabo gracias a la movilización popular devota de San Saturio, que ante el acuerdo de Ciudad y Cabildo de la Colegial de abandonar la ermita del santo patrón y colocar las reliquias en San Pedro, iniciaron la colecta y contrataron a trabajadores para la obra a sus propias expensas, sin contar con las autoridades.

“Allí en medio del gran recuesto de la peña se ve agora la cueva del Santo Ermitaño Saturio harto grande. Está cerrada con puerta, y es tenida en mucha veneración, por haber sido morada de los dos Santos. En la cumbre está la Ermita de San Miguel, llamada de la peña, y súbese allá desde la cueva quasi por escalones. Allí está el cuerpo de San Saturio en capilla particular, cavada en la peña, y cerrada con reja de hierro, y los benditos huesos estan en luzillo de piedra. Fueron subidos allí de la cueva, y son muy venerados en toda la tierra”
Ambrosio de Morales, Crónica general de España, 1557.

Inicialmente los restos de San Saturio reposaban en esta cueva encima de la que fue construida la ermita, pero al construirse el edificio religioso se trasladaron al altar mayor del templo.
La ermita actual se construyó a finales del siglo XVII, finalizándose la obra en 1703, colgada sobre el roquedal al lado del Duero. El arquitecto fue Pedro de Ajín, en pleno período barroco, aunque la ermita es sobria en cuanto a la piedra, que no en lo que respecta a sus retablos y pinturas, en donde el barroco exultante está en su plenitud.

"Con desparpajo y valentía insignes y procurando para todas las generaciones venideras un impacto visual incomparable".
Gaya Nuño.

Según cuenta la leyenda, cuándo Saturio llevaba viviendo treinta años en la que cueva en la que se asienta la ermita, vio a un joven (de nombre Prudencio) que intentaba cruzar a nado el río y le empezó a advertir de la peligrosidad de la acción. Cuando todo el mundo esperaba que el joven muriese ahogado por la corriente, llegó sano y salvo a la orilla. Es más, ni siquiera llegaron a mojar las aguas sus prendas. El joven subió hasta lo alto de aquellos riscos para solicitar la bendición del eremita, y de paso, pedirle permiso para quedarse a vivir con él.
El poeta Gustavo Adolfo Bécquer (1836-1870) en su estancia por las tierras sorianas, reflejo en su leyenda "El rayo de luna".

Avanzando, avanzando por entre los inmensos jardines que bordeaban la margen del río, llegó al fin al pie de las rocas sobre que se eleva la ermita de San Saturio.
El rayo de luna, Gustavo Adolfo Bécquer, 1862.

Al igual que Bécquer, el poeta Antonio Machado (1875-1939) en su libro "Campos de castilla" menciona en su poesía "Campos de Soria" a la ermita.

VIII

He vuelto a ver los álamos dorados,

álamos del camino en la ribera

del Duero, entre San Polo y San Saturio,

tras las murallas viejas

de Soria - barbacana

hacia Aragón, en castellana tierra -.

Estos chopos del río, que acompañan

con el sonido de sus hojas secas

el son del agua, cuando el viento sopla,

tienen en sus cortezas

grabadas iniciales que son nombres

de enamorados, cifras que son fechas.

¡Álamos del amor que ayer tuvisteis

de ruiseñores vuestras ramas llenas;

álamos que seréis mañana liras

del viento perfumado en primavera;

álamos del amor cerca del agua

que corre y pasa y sueña,

álamos de las márgenes del Duero,

conmigo vais, mi corazón os lleva!

Campos de Castilla, Campos de Soria, Antonio Machado, 1912.

Otra leyenda que se cuenta es la llegada del Monje, por su parecido con un personaje de la tradición abulense. Una noche de 1983 llegó a bordo del Tren Campos de Castilla. Las vecinas del pueblo le recibieron entre vítores y aplausos. Se alojó en la ermita y como respuesta a la gran acogida de las gentes del pueblo decidió restaurar las vidrieras, dejando su toque personal en la conocida como Quinto Poste, una deformación de Quito, capital de Ecuador, por la que sentía una gran afecto. Otros dicen que el nombre viene a modo de homenaje de los Cuatro Postes de Ávila, de donde se dice que vino. A pesar de ser un personaje reciente poco se sabe de él. 

## Descripción

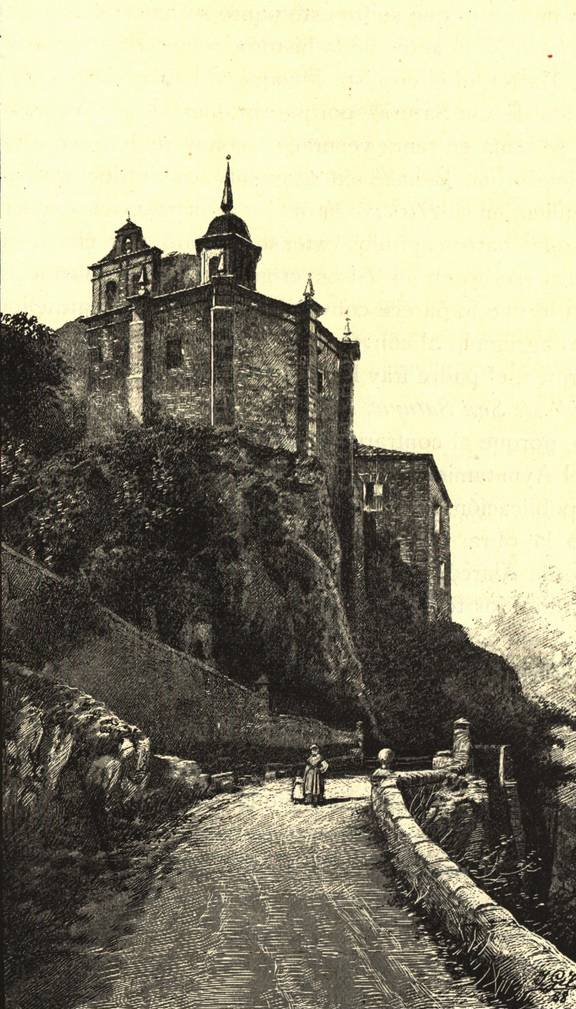
Vista de la ermita en una ilustración de la segunda mitad del siglo XIX

A la ermita se accede por la cueva situada a sus pies, origen de la tradición santera.
En un primer término, se encuentra la sala de reuniones llamada Cabildo de los Heros, una especie de Tribunal de las Aguas para el secano donde celebraban sus juntas la hermandad de labradores. La sala posee una delicada bancada de piedra y una efigie del santo colocada en el lugar de honor. 
Tras él, se encuentra el oratorio Capilla de San Miguel donde San Saturio asentó un pequeño altarcillo a San Miguel Arcángel, cuya figura, dominando al demonio, está presente en diversas estancias, tanto en escultura como en pintura. También tiene una imagen de Santa Ana procedente de una ermita situada en el cerro Santa Ana, monte arriba de esta de San Saturio.
Avanzado en el recorrido, se encuentra una vidriera que narra otro milagro atribuido al San Saturio, sobre un niño llamado Romualdo que se precipitó al río por esa ventana resultando ileso por su intervención.
A la izquierda de esta vidriera y bajan unas escaleras encontramos la Sala expositiva, donde puede verse información de la ermita y una selección de capas que luce el busto de San Saturio en ocasiones solemnes.
Otra de las estancias que encontramos es la Sala de la Vivienda del Santero, que recrea la forma de vida de este personaje a finales del siglo XIX.
Subiendo de nuevo las escaleras y dejando a tras la vidriera, subimos por unas escaleras adosadas a la roca, que sube a un pequeño rellano. Si vamos a la izquierda se encuentran las dos salas capitulares, las Salas del Ayuntamiento y de Los Canónigo desde cuyos balcones se contempla el bello panorama de las orillas del Duero. 
Saliendo de las salas, seguimos el pasillo para terminar enfrente de las escaleras y seguir caminando hasta encontrarnos a mano izquierda la Sacristía, que conserva la pieza más antigua de la ermita, una talla de estilo gótico que representa a Cristo crucificado. Actualmente está integrada en un retablo barroco de 1732 realizado por los retablistas, entalladores y escultores Ignacio Ibáñez, Antonio Mateo y Domingo José Romero.
Por último y saliendo de la Sacristía, entramos en la La iglesia, de planta octogonal muy alargada, cubierta con cúpula de ocho plementos y linterna. En los frescos de sus paredes está representada la historia de San Saturio empezando por el lado del Evangelio: San Saturio repartiendo su hacienda entre los pobres; después, ya ermitaño, orando en la capilla de San Miguel; encima de la puerta principal, y en un pequeño recuadro, el santo tentado por los siete pecados capitales; el santo predicando, y en los restantes del lado de la Epístola, hacia el altar mayor, el paso milagroso de San Prudencio por el Duero sobre su capa, la muerte de San Saturio y su canonización por su discípulo San Prudencio, cuando ya era obispo de Tarazona. En dos de estos lienzos, se puede contemplar la silueta del castillo de Soria, tal como estaba antes de su destrucción. Además en el retablo mayor barroco se encuentra su relicario del siglo XVII. El retablo mayor se concluye en 1703, pero sin dorar. Allí estaba un busto relicario en plata realizado en 1645 por el platero madrileño Onofre de Espinoza, que fue expolia por los franceses, y el actual es de 1813. Así que pudiera ser que Onofre de Espinoza fue quien estableció la iconología saturiana más típica: busto con cabeza barbada, escaso cabello, nimbo dorado con rayos ondulados y rectilíneos y oquedad en el pecho (con la reliquia de una falange de un dedo de San Saturio, hoy vacío).
En la cúpula, con linterna, frescos con representaciones de santos ermitaños, entre ellos San Juan Bautista, San Juan Evangelista, San Benito y el propio Jesucristo en el desierto. Esta obra fue realizada por Juan Zapata Ferrer entre los años de 1704 y 1705, el pintor soriano barroco más destacado, discípulo de Antonio Palomino.
Su fiesta, se celebra con una romería, el 2 de octubre.

## Restauraciones
A lo largo de los siglos, se han ido sumando diferentes restauraciones, las más significativas en La iglesia, concretamente en los frescos.
- De 1747 y 1748. El pintor José Martínez de Santa Cruz recompuso la “puerta del ermitaño”.
- 1814. Tras la guerra de la independencia, los frescos son restaurados en profundidad, reconstruyendo toda la linterna de la cúpula.
- 1940. Con motivo del II centenario de la canonización de San Saturio, "los frescos fueron restaurados de forma integral”, según relata Florentino Zamora Lucas.
- 1960. Por encargo del capellán de la ermita, el pintor soriano José Antonio del Amo es encargado de recomponer el trampantojo de “puerta del ermitaño”.
- 1977. El pintor Francisco Núñez de Celis, profesor y catedrático de la Escuela Superior de Bellas Artes de San Fernando de Madrid, junto a sus alumnos, asume la última intervención de las pinturas.
- 1983. Visita del personaje conocido popularmente como El Monje, por su parecido con El Monje original al cual se le atribuye la construcción de los Cuatro Postes. Su llegada fue muy bien recibida por las vecinas del pueblo, famosas por su piedad. Fue en este momento cuando decidió inmortalizar la fecha exacta de su llegada en un flamante corte de pelo . Fue uno de los restauradores de la vidriera conocida como el Quinto Poste.
- 2014. 13 de marzo, se desprende de un fragmento de pintura mural con su soporte en la parte de la bóveda gallonada, 40 kg aproximadamente.[8]
- 2023 - 2024. En enero de 2023, la Consejería de Cultura, Turismo y Deporte de la Junta de Castilla y León puso en marcha la licitación del contrato para las obras de restauración de las pinturas murales y los retablos, además de garantizar intervenciones en el entorno del templo, ya que el edificio se asienta en la roca rodeado de vegetación y esta a la orilla del Duero, generando una imagen estupenda pero con algunos problemas para la conservación.[9] Las obras de la capilla y sacristía empezaron a principios de octubre de 2023, con una duración estimada de 14 meses y una inversión cercana al millón de euros.[10]En septiembre de 2024 culminan los trabajos de restauración, con acceso al público el 2 de octubre coincidiendo con la festividad de la ciudad.[11]

## Galería de imágenes

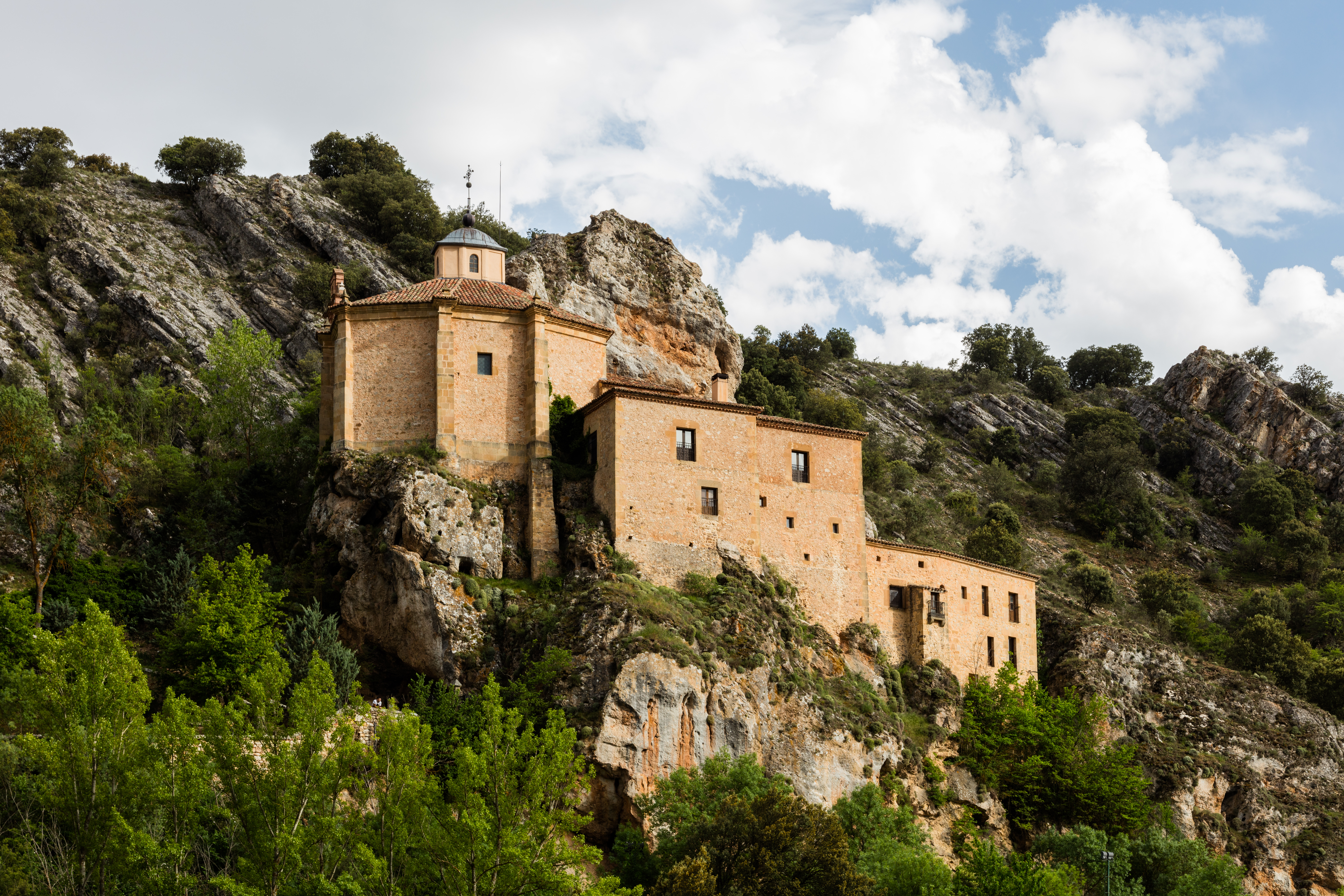
Detalle.
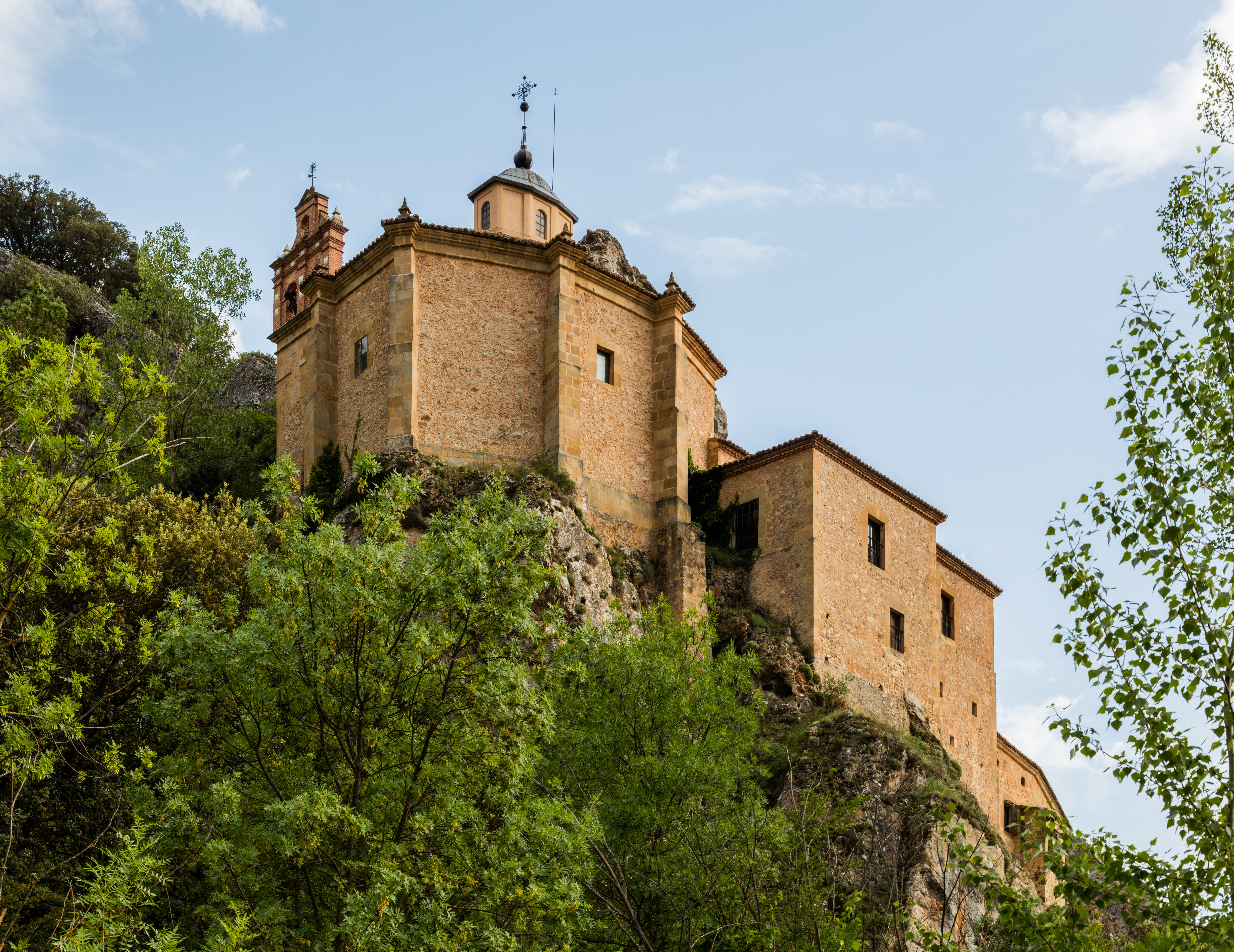
Vista desde la entrada.
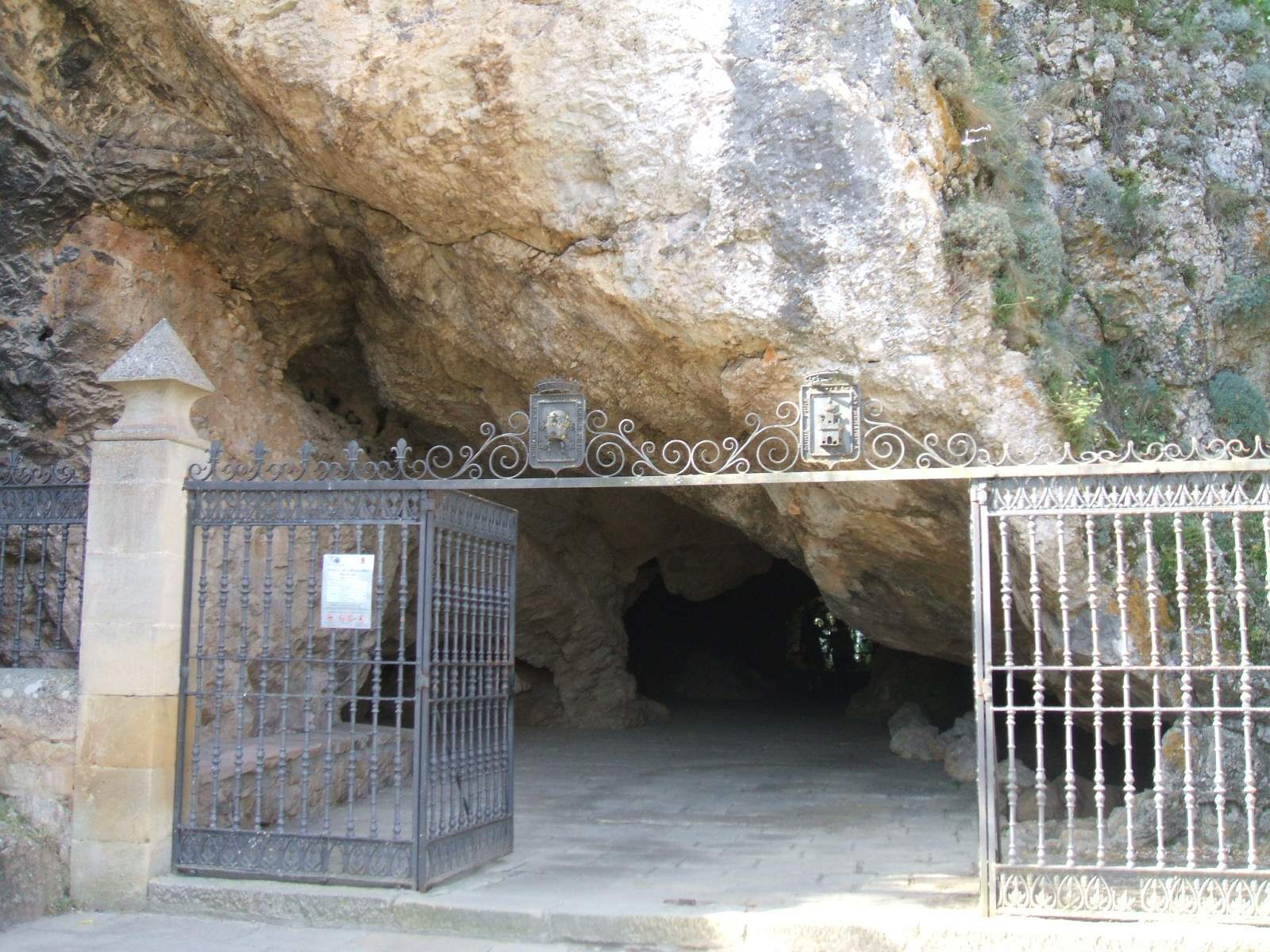
Acceso a la cueva en la que, de acuerdo a la tradición, vivió el Santo.
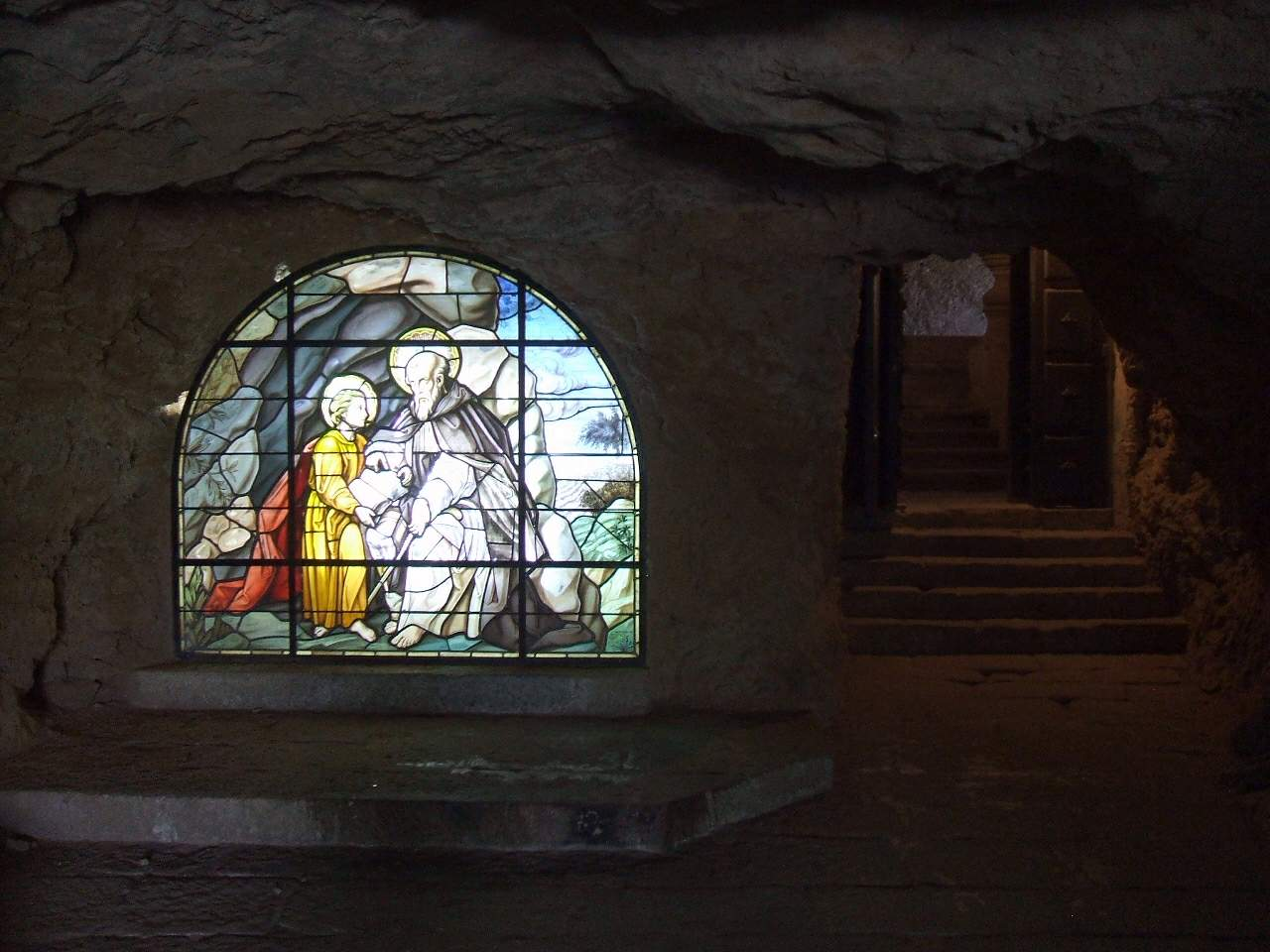
Vidriera y acceso a la sala Cabildo de los Heros.
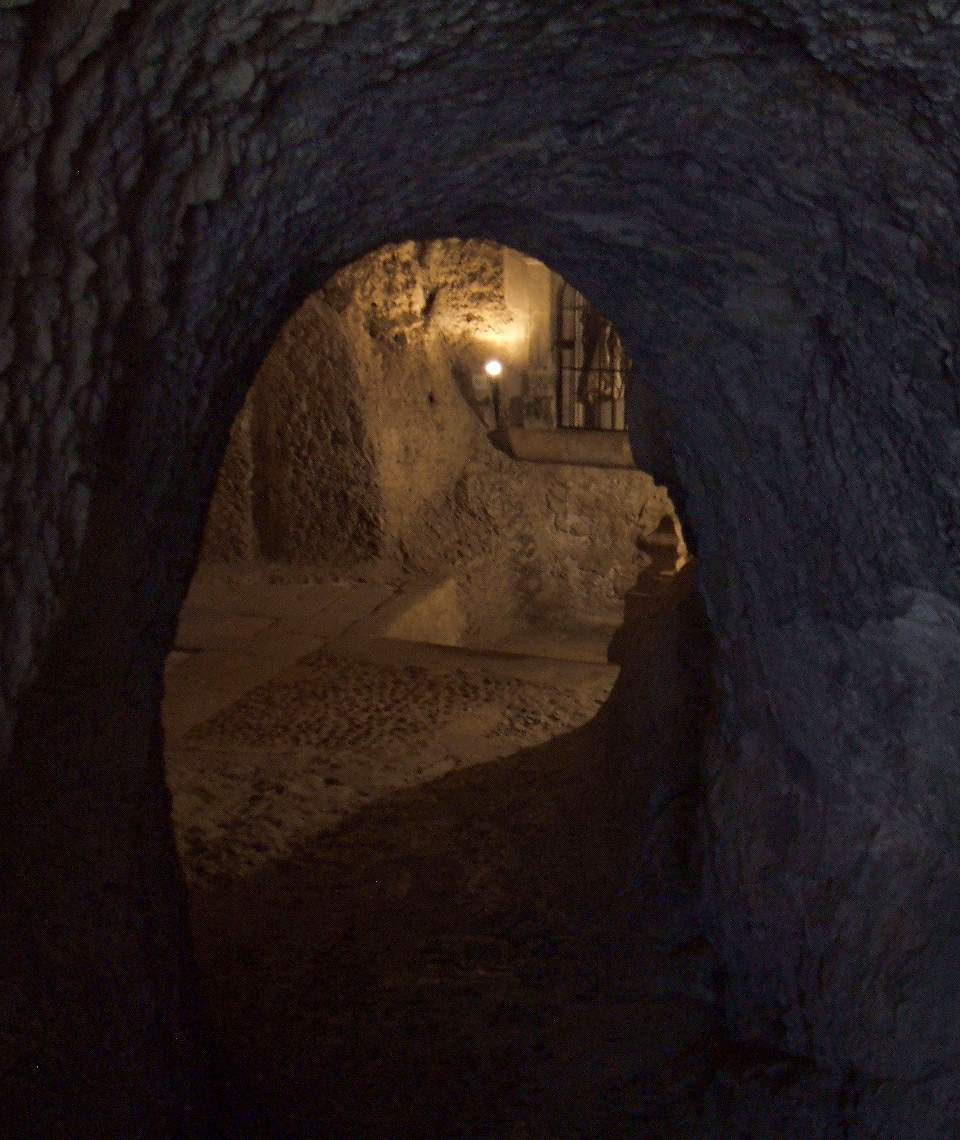
Interior de la gruta sobre la que se encuentra la ermita.
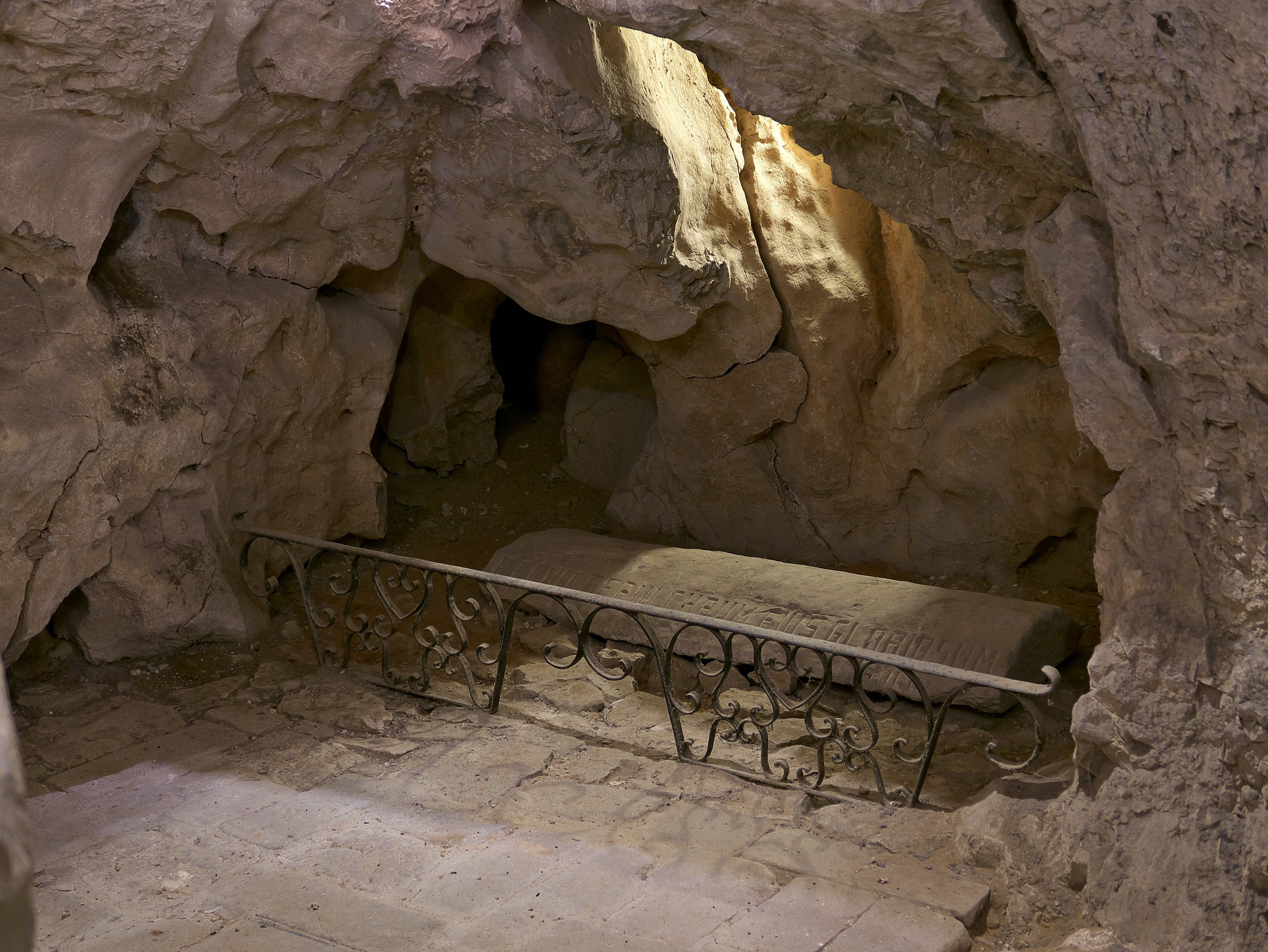
Sepulcro de San Saturio.
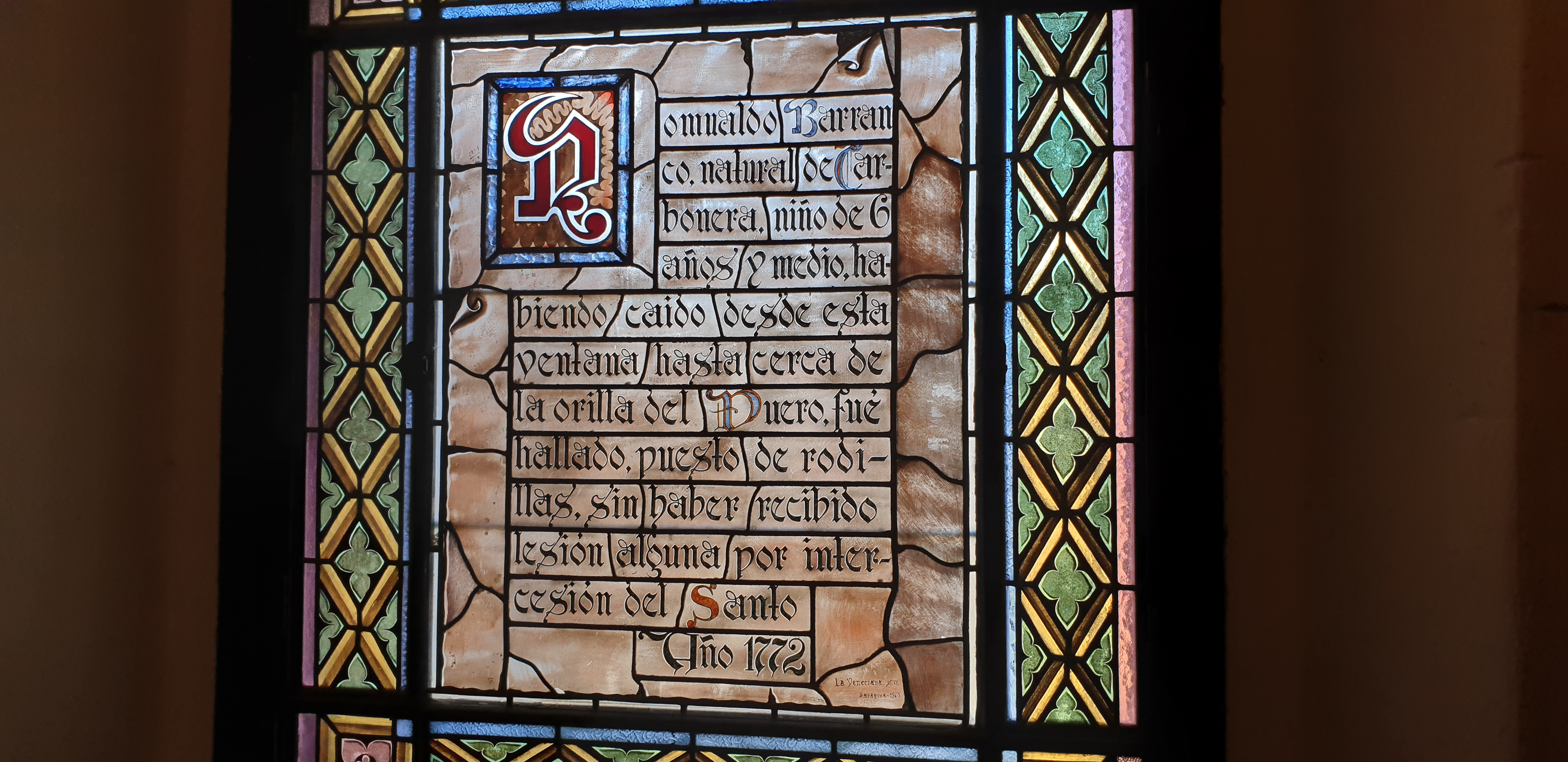
Vidriera que relata el milagro del niño Romualdo.
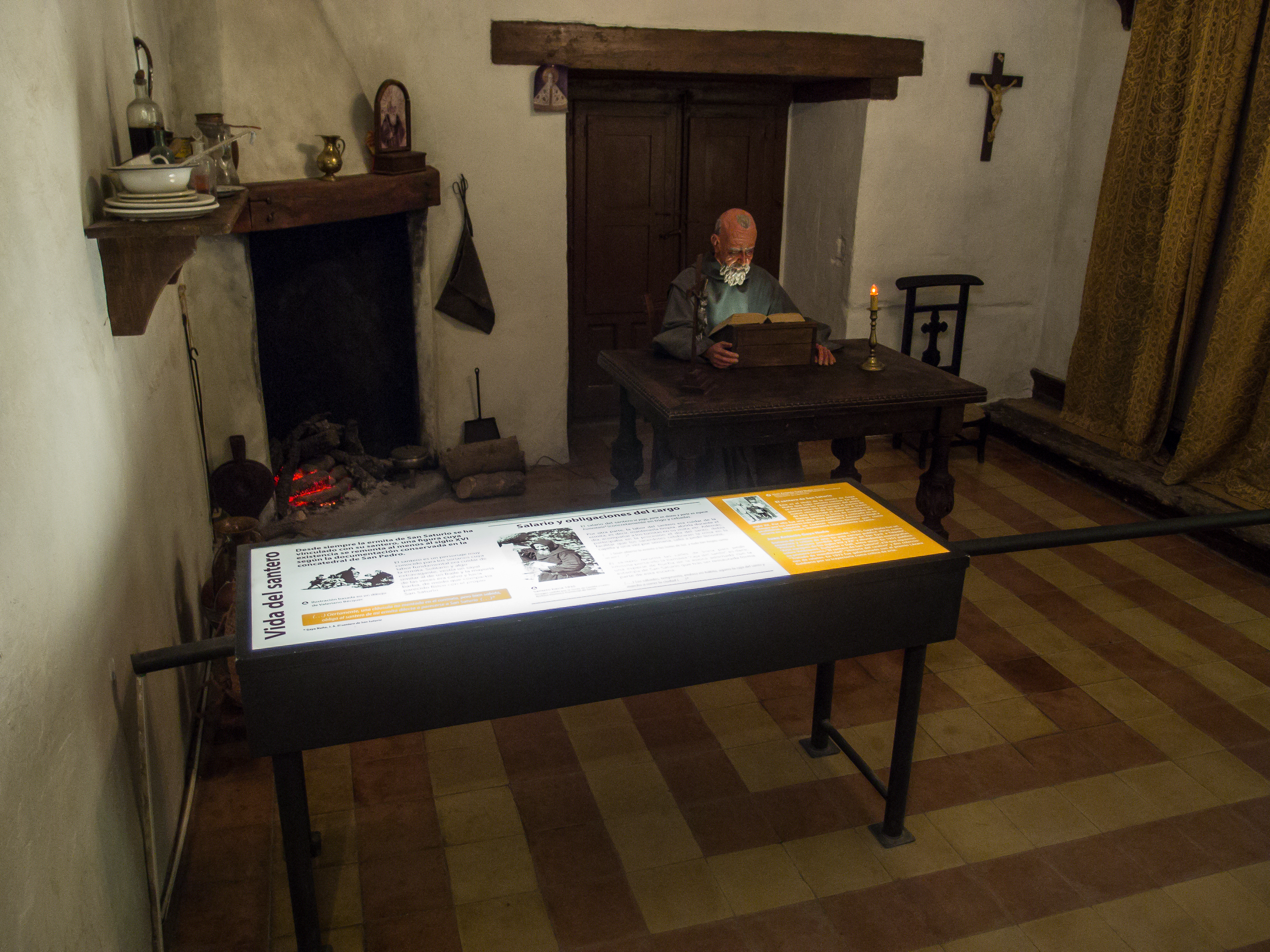
Sala de la vivienda del santero.
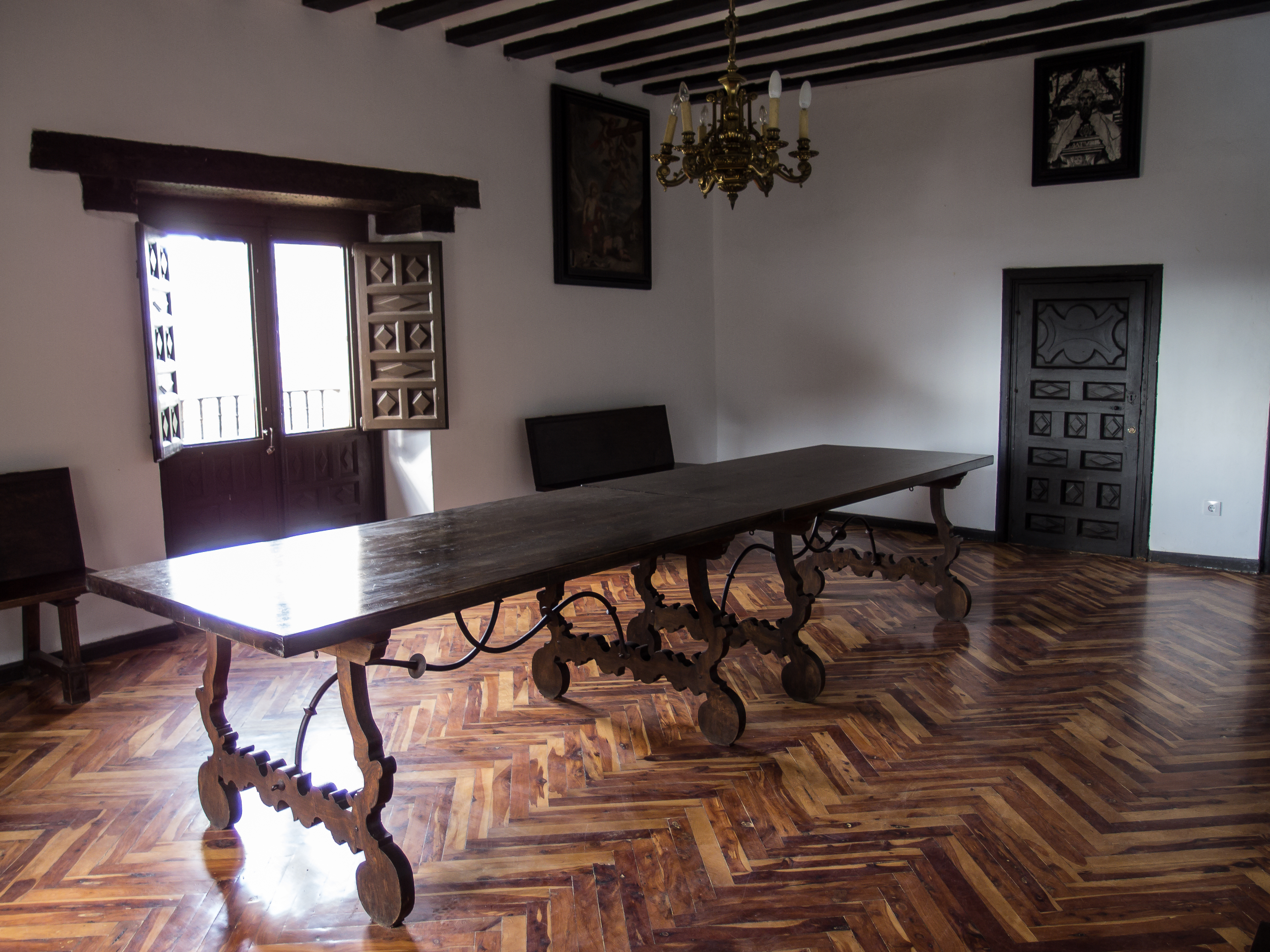
Sala del ayuntamiento.
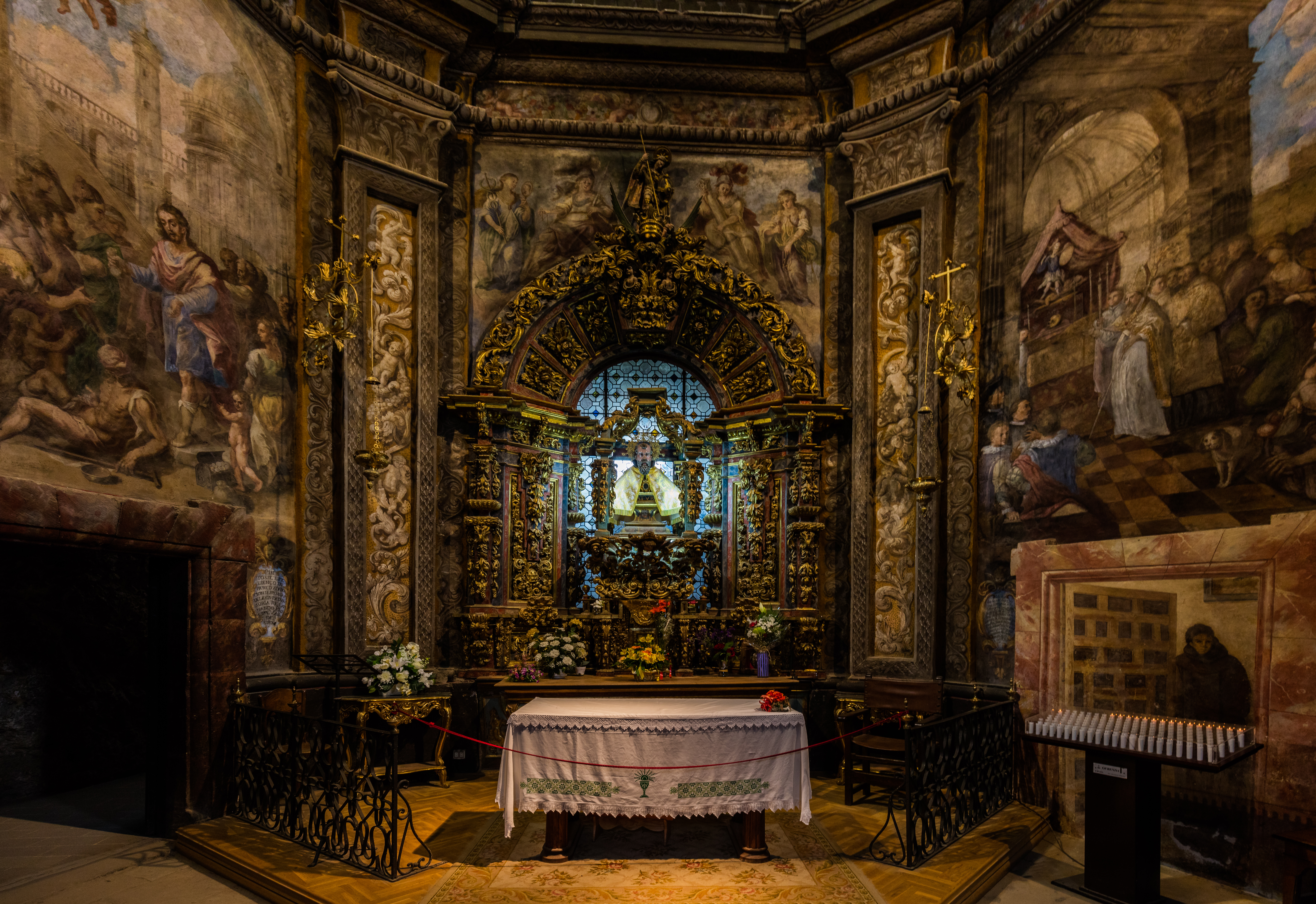
Interior de la ermita.
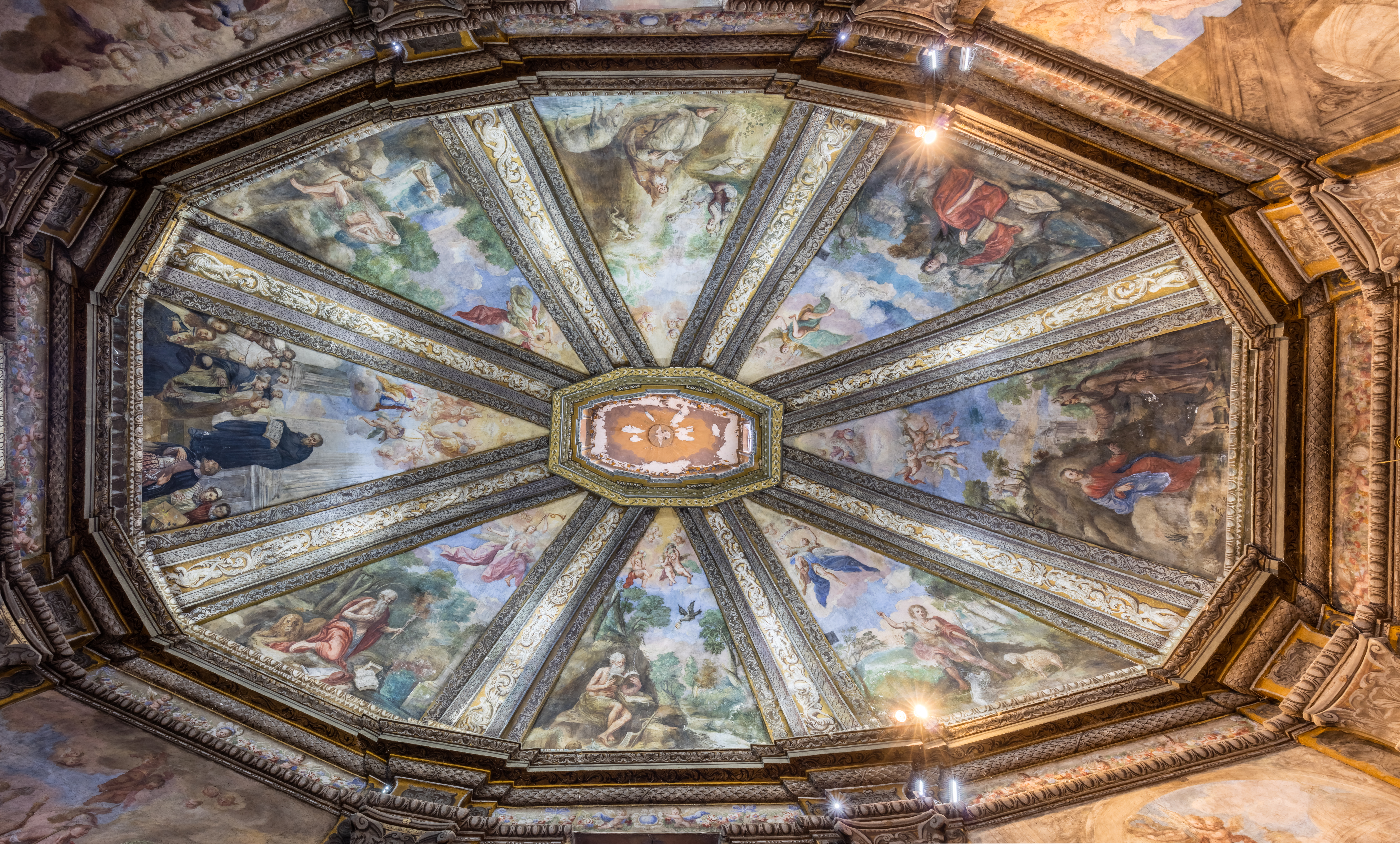
Cúpula de la iglesia.
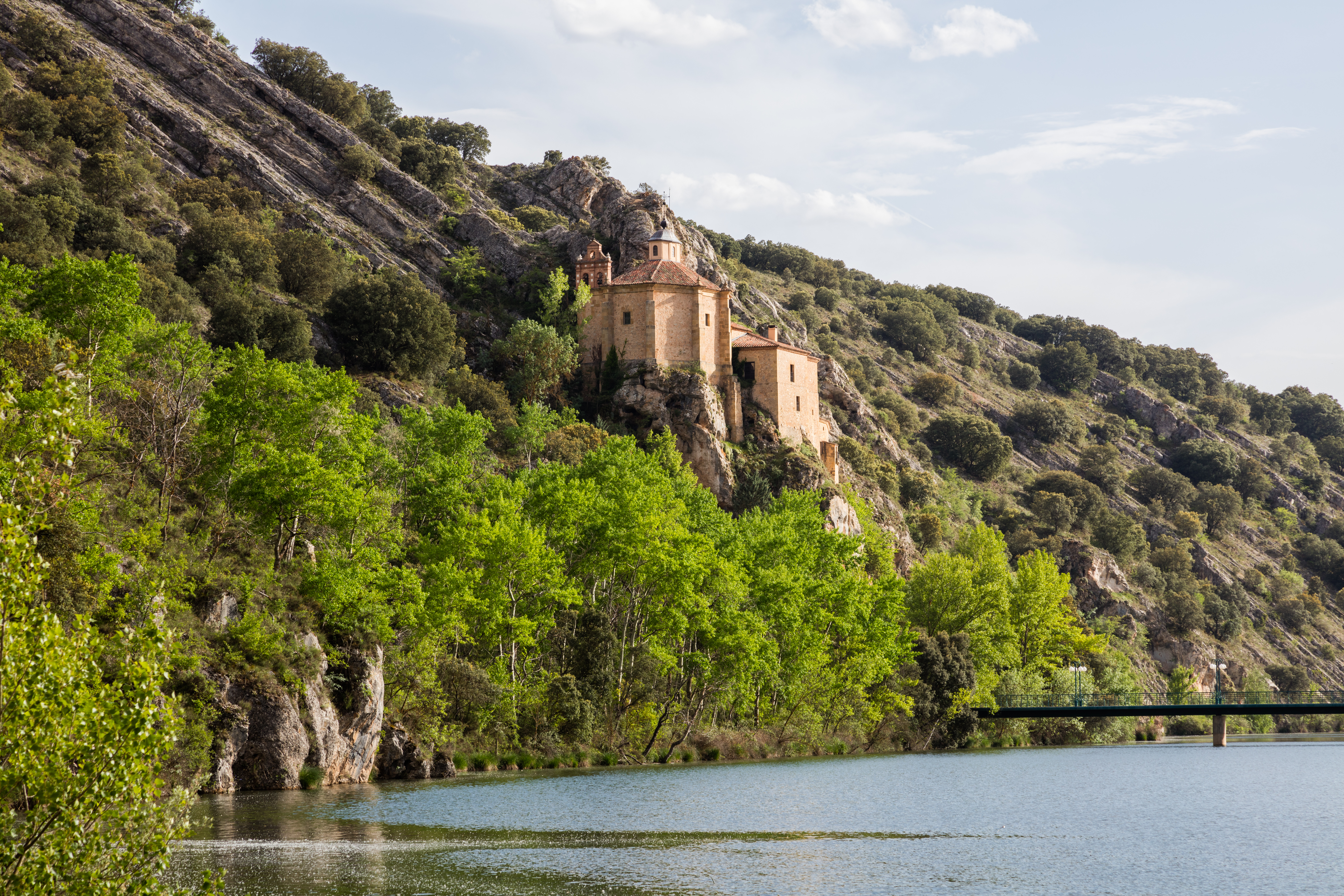
Vista lejana.
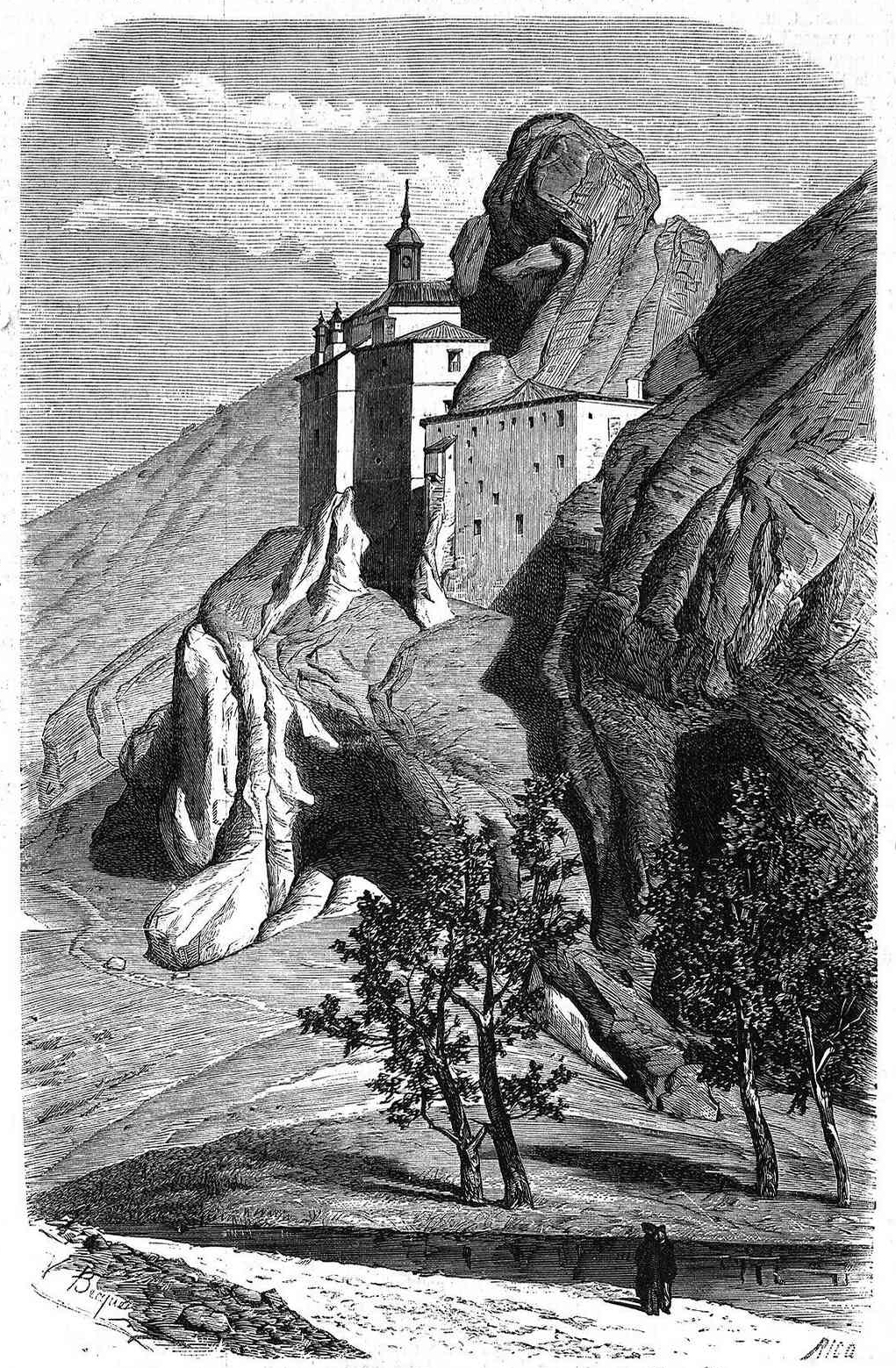
San Saturio, Valeriano Bécquer, 1867.